# Radwanów (województwo świętokrzyskie)
Radwanów – wieś w Polsce, położona w województwie świętokrzyskim, w powiecie koneckim, w gminie Słupia Konecka.
| SIMC    | Nazwa    | Rodzaj     |
| ------- | -------- | ---------- |
| 0269529 | Słomiana | przysiółek |

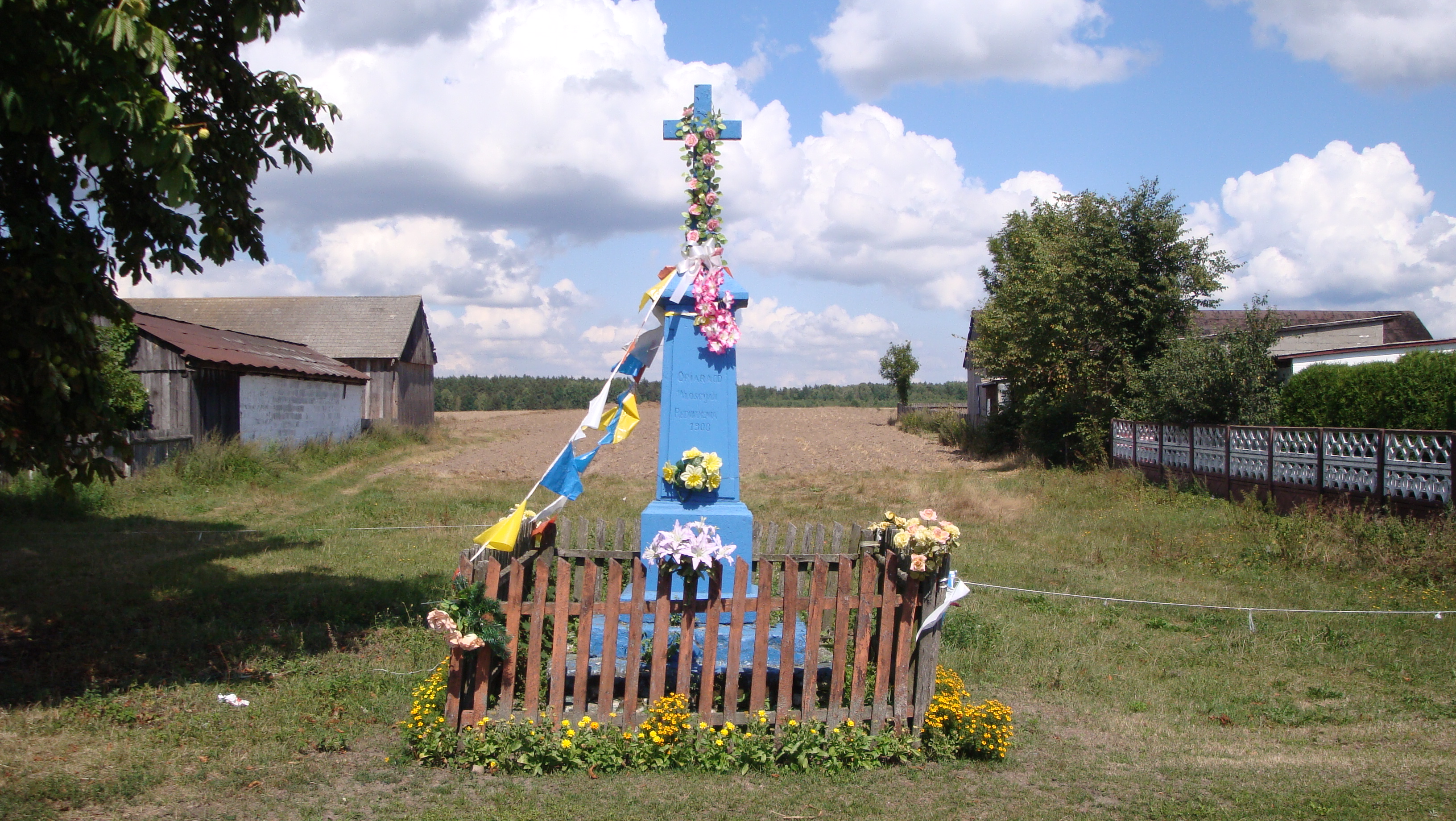
Kapliczka dziękczynna

W latach 1975–1998 miejscowość administracyjnie należała do województwa kieleckiego.
Wierni Kościoła rzymskokatolickiego należą do parafii św. Michała Archanioła w Pilczycy.